# Louis De Sadeleer
Louis Marie Joseph baron De Sadeleer (Haaltert, 6 oktober 1852 - Brussel, 6 mei 1924) was een Belgisch politicus voor de Katholieke Partij en diplomaat.

## Biografie
Louis De Sadeleer was doctor in de rechten. In 1878 werd hij zowel gemeenteraadslid van Haaltert (tot 1884) als provincieraadslid van Oost-Vlaanderen (tot 1882). In 1882 werd hij volksvertegenwoordiger en zou dit blijven tot in 1912. In de Kamer werd hij achtereenvolgens secretaris, ondervoorzitter en tussen 1900 en 1901 een jaar voorzitter. Van 1912 tot aan zijn overlijden zetelde hij in de Senaat.
Hij speelde een voorname rol in de internationale politiek. In 1910 werd hij door de regering onder koning Albert benoemd tot buitengewoon gezant en gevolmachtigd minister in Lissabon. Drie jaar later werd hij benoemd tot voorzitter van het arbitragetribunaal in de Haïtiaanse hoofdstad Port-au-Prince om de ontstane geschillen tussen Duitsland en Haïti bij te leggen.
De Sadeleer maakte in september 1914 deel uit van de speciale missie naar Engeland en de Verenigde Staten om steun te zoeken, fondsen te verwerven en hulpprogramma's op te zetten voor de Belgische bevolking.
In 1912 werd hij benoemd tot minister van Staat. In 1922 werd hij opgenomen in de Belgische adel met de bij eerstgeboorte overdraagbare titel van baron. Zijn wapenspreuk luidde Semper memor Patriae

## Familie
De Sadeleer was de zoon van Jacques de Sadeleer, brouwer en gemeenteraadslid van Haaltert, en Marie-Thérèse Cosyns.
Hij trouwde in 1883 in Brussel met Madeleine Van Hoorde (1861-1913), dochter van Emile Van Hoorde, advocaat, volksvertegenwoordiger en senator. Ze was een kleindochter van Louis Faignart en een nicht van graaf Étienne Visart de Bocarmé, jhr. Albert Visart de Bocarmé en baron Josse Allard. Ze kregen twee zoons en een dochter.
- Baron Paul de Sadeleer (1887-1973), advocaat bij het hof van beroep in Brussel, burgemeester van Haaltert en provincieraadslid van Oost-Vlaanderen, trouwde in 1912 in Elsene met jkvr. Marguerite (Ida) Braun (1891-1926), dochter van Alexandre Braun, advocaat, senator en minister van Staat. Ze kregen vier zoons en twee dochters, met afstammelingen tot heden. Ze waren de schoonouders van jhr. André de Walque. Na haar vroege dood trouwde hij in 1929 in Parijs met Marie Josse (1899-1973), kleindochter van Amédée de Margerie. Ze kregen een zoon en twee dochters, met afstammelingen tot heden. Ze waren de grootouders van Gilles de Kerchove d'Ousselghem.
- Étienne de Sadeleer (1889-1918), op 26 maart 1918 gesneuveld in Amiens.
- Marie-Louise de Sadeleer (1892-1974), trouwde in 1922 in Brussel met Ferdinand de Meurs (1895-1966), industrieel in de papiersector, kleinzoon van Adolphe Otto de Mentock. Ze kregen een zoon en een dochter.